# Дезавуювання
Дезавуюва́ння (фр. désavouer — незгода) — заява, акт уряду або іншого компетентного органу держави про незгоду з діями своєї довіреної особи, або про те, що ця особа не мала належного доручення чи повноваження здійснювати ті або інші дії.